# Spartak Pelhřimov
Spartak Pelhřimov je pelhřimovský florbalový klub založený v roce 1999.
Mužský tým bude od sezóny 2025/2026 hrát třetí nejvyšší soutěž, Národní ligu, do které se vrátil po jednom roce v Divizi. V sezónách 2007/2008 až 2010/2011 a 2012/2013 až 2017/2018 hrál 1. ligu mužů mužů, tedy druhou nejvyšší soutěž. Největším úspěchem v historii týmu je účast v semifinále 1. ligy v sezóně 2007/2008 a účast ve čtvrtfinálové skupině Poháru Českého florbalu v roce 2013.
Zaniklý ženský tým hrál do sezóny 2023/2024 2. ligu, ve které ve své skupině zvítězil v sezónách 2018/2019 a 2019/2020, ale ani jednou nevyužil možnosti postoupit do 1. ligy.
Klub má kompletní mládežnickou strukturu. Zajímavostí je fakt, že v hale na ZŠ Osvobození, kde Spartak hraje, visí největší znak florbalového oddílu v Česku.[zdroj?]

## Mužský tým
| Sezóna    | Úroveň | Soutěž       | Umístění | Poznámka |
| --------- | ------ | ------------ | -------- | --- |
| 2006/2007 | 3      | 2. liga      |          | Postup do vyšší ligy |
| 2007/2008 | 2      | 1. liga      | 4.       | Vypadnutí v semifinále play-off proti TJ VHS Znojmo                                                                     |
| 2008/2009 | 2      | 1. liga      | 7.       | Vypadnutí ve čtvrtfinále play-off proti SK Bivoj Litvínov                                                               |
| 2009/2010 | 2      | 1. liga      | 9.       | Výhra v 2. kole play-down proti SK FBC Třinec                                                                           |
| 2010/2011 | 2      | 1. liga      | 11.      | Prohra v 1. kole play-down proti FBC Štíři Č. Budějovice – Sestup do nižší ligy                                         |
| 2011/2012 | 3      | 2. liga      |          | Výhra v 2. kole play-up proti T.B.C. Králův Dvůr – Postup do vyšší ligy                                                 |
| 2012/2013 | 2      | 1. liga      | 6.       | Vypadnutí ve čtvrtfinále play-off proti FBC Kladno                                                                      |
| 2013/2014 | 2      | 1. liga      | 9.       | Výhra v 2. kole play-down proti FBC Vikings Kopřivnice                                                                  |
| 2014/2015 | 2      | 1. liga      | 10.      | Výhra v 1. kole play-down proti Black Angels                                                                            |
| 2015/2016 | 2      | 1. liga      | 12.      | Výhra v baráži proti T.B.C. Králův Dvůr                                                                                 |
| 2016/2017 | 2      | 1. liga      | 13.      | Prohra v baráži proti Florbal Chomutov – Tým nesestoupil, protože vítěz nižší ligy, TJ Sokol Mukařov, nepodal přihlášku |
| 2017/2018 | 2      | 1. liga      | 14.      | Poslední místo v základní části – Sestup do nižší ligy                                                                  |
| 2018/2019 | 3      | Národní liga |          | Vypadnutí v semifinále play-off proti ASK Orka Čelákovice                                                               |
| 2019/2020 | 3      | Národní liga |          | Sezóna ukončena po dvou prohraných zápasech čtvrtfinále play-off proti Troopers                                         |
| 2020/2021 | 3      | Národní liga |          | Sezóna ukončena po neúplných pěti odehraných kolech základní části                                                      |
| 2021/2022 | 3      | Národní liga |          | Vypadnutí v semifinále play-off proti Troopers                                                                          |
| 2022/2023 | 3      | Národní liga |          | Vypadnutí ve čtvrtfinále play-off proti Torpedo Havířov                                                                 |
| 2023/2024 | 3      | Národní liga |          | Prohra v play-down proti T.B.C. Králův Dvůr – Sestup do nižší ligy                                                      |
| 2024/2025 | 4      | Divize       |          | Prohra v 2. kole play-up proti Hornets Brno ZŠ Horní – Výhra v baráži proti S.K. P.E.M.A. Opava – Postup do vyšší ligy  |